# Jan van Bergen
J.G.P. (Jan) van Bergen (ca. 1948) is een Nederlands politicus van de PvdA.
Hij was inspecteur voor de volksgezondheid en 12 jaar als fractievoorzitter lid van de Provinciale Staten van Utrecht voor hij in 1999  gedeputeerde werd bij die provincie. Hij kreeg toen onder andere financiën, cultuur en onderwijs in zijn portefeuille. In januari 2007 werd Van Bergen benoemd tot waarnemend burgemeester van Woudenberg. Op 8 maart 2012 werd Titia Cnossen daar burgemeester.